# Futbol Klubi AGMK Olmaliq
Il Futbol Klubi AGMK Olmaliq (in russo Алмалыкский горно-металлургический комбинат?, Almalykskij gorno-mettalurgicheskij kombinat, "azienda metalurgica e mineraria di Olmaliq", acronimo "AGMK"), già noto come Olmaliq Professional Futbol Klubi, è una società calcistica uzbeka con sede nella città di Olmaliq. Milita nella Uzbekistan Super League, la massima divisione del campionato uzbeko.
Disputa le partite casalinghe allo stadio del Complesso sportivo AGMK, inaugurato nel marzo 2014. In precedenza era di scena allo stadio Metallurg, costruito nel 1960 e utilizzato dalla squadra sino al 2014.

## Storia
Fondato nel 2004 come successore del Metallurg Olmaliq, club che aveva militato nella Vtoraja Liga dal 1966 al 1969 e nel 1987-1988, era inizialmente noto come Futbol Klubi AGMK Olmaliq (in uzbeko OTMK Olmaliq) e fu ammesso all'O‘zbekiston Birinchi Ligasi. Chiuse al sesto posto il campionato della confederazione est. L'anno seguente concluse al settimo posto, ma fu ammesso nell'Oʻzbekiston Professional Futbol Ligasi dopo che due club ne erano stati esclusi per problemi finanziari.
A gennaio 2009 Igor Shkvyrin fu nominato allenatore della squadra. L'Olmaliq terminò la prima stagione nella massima divisione locale al decimo posto, mentre l'anno seguente si classificò in quarta posizione. Nel 2009 la squadra adottò la denominazione Olmaliq Professional Futbol Klubi. Nel gennaio 2018 la squadra tornò alla denominazione originaria di Futbol Klubi AGMK Olmaliq. Il 28 ottobre 2018 vinse il suo primo trofeo, la Coppa d'Uzbekistan, battendo in finale il Paxtakor per 3-1 a Fergana.

## Palmarès

### Competizioni nazionali
- Coppa d'Uzbekistan: 1

2018

### Altri piazzamenti
- Campionato uzbeko:

Terzo posto: 2020
- Coppa dell'Uzbekistan:

Finalista: 2019, 2020, 2023
Semifinalista: 2008
- Supercoppa dell'Uzbekistan:

Finalista: 2019